# Yanwu, Gansu
Yanwu är en socken i nordvästra Kina. Den ligger i Huan härad i Qingyang i provinsen Gansu,  omkring 290 kilometer öster om provinshuvudstaden Lanzhou. Antalet invånare är 10 676. Befolkningen består av 5 233 kvinnor och 5 443 män. Barn under 15 år utgör 19,0 %, vuxna 15-64 år 70 %, och äldre över 65 år 9,0 %.